# Metropolitana di Oslo
La metropolitana di Oslo (in norvegese Oslo T-bane) è il principale sistema di trasporto pubblico della capitale norvegese. La rete è di proprietà delle aziende Sporveien (proprietario principale), Ruter (amministrazione e biglietteria) e Oslo Vognselskap (materiale rotabile). La gestione è invece affidata all'operatore Sporveien T-banen, azienda di proprietà di Sporveien che è a sua volta di proprietà del comune di Oslo.
La prima linea di trasporto rapido, la Holmenkollen, aprì nel 1898, con la diramazione della linea Røa che aprì nel 1912. Divenne la prima metropolitana sotterranea del Nord Europa nel 1928 con l'apertura della linea fino al Nationaltheatret. La linea Sognsvann aprì nel 1934 e la Kolsås nel 1942. L'entrata in esercizio del più moderno sistema T-bane nella zona est della città avvenne nel 1966, dopo la conversione della linea Østensjø, seguita dalla nuova linea Lambertseter, la Grorud e la Furuset; dal 1993 i treni corrono sotto il centro cittadino tra le due reti periferiche tramite un unico tunnel o Tunnel comune, Fellestunnelen in lingua norvegese. Nel 2006 infine fu aperta la linea Ring.
I treni sono MX3000 che hanno rimpiazzato i vecchi T1000 tra 2006 e 2010.

## Rete
La rete, composta da cinque linee, si estende per 85 km e 101 stazioni.
| Linea | Percorso                        | Stazioni |
| ----- | ------------------------------- | -------- |
|       | Frognerseteren ↔ Bergkrystallen | 35       |
|       | Østerås ↔ Ellingsrudåsen        | 26       |
|       | Kolsås ↔ Mortensrud             | 34       |
|       | Vestli ↔ Bergkrystallen         | 37       |
|       | Sognsvann ↔ Vestli              | 43       |